# Воры в законе (фильм)
«Воры в законе» — советская криминальная драма 1988 года режиссёра Юрия Кары по мотивам рассказов Фазиля Искандера. Фильм снят Экспериментальным творческим объединением «Ладья» Центральной киностудии детских и юношеских фильмов имени М. Горького. В широкий прокат картина вышла 1 октября 1988 года.
Главные роли исполнили Анна Самохина, Валентин Гафт, Владимир Стеклов и Борис Щербаков. Первый фильм, снятый в СССР, в котором детально показан мир организованной преступности и собственно «воров в законе» — высших руководителей криминальной среды.

## Сюжет
Действие происходит в Абхазии в начале 1980-х годов. Рита, дочь крестьянина из кавказского села, сбежала из дома и прибилась к преступной группировке, контролирующей небольшой приморский городок. Она становится любовницей главы местной мафии Артура (образ списан с реально существовавшего вора-законника по кличке Хаджарат (Лакоба Ю. В.)). Все местные цеховики и органы советской власти находятся под его контролем.
Вскоре наступают тяжёлые дни, деятельность банды попадает под разработку КГБ. Артуру приходится расстаться с Ритой. В это время в городок приезжает молодой археолог Андрей, который влюбляется в Риту. Они женятся, но счастливой жизни молодых не суждено сложиться.

## Критика
Как отмечали критики, формальное литературное происхождение сценария — по мотивам рассказов Фазиля Искандера («Чегемская Кармен» и «Бармен Адгур») — имеет отдалённое отношение к тому, что показано на экране. Если в рассказах криминальный сюжет имеет второстепенное значение, а на первом плане находится трагедия жизни человека, то в фильме Юрия Кары всё наоборот. Внимание сфокусировано на проблемах коррупции и организованной преступности в СССР. Для 1988 года, безусловно, это была крайне актуальная тема, но реализация вышла несколько эпатажной, а привлечение имени Искандера — надуманным. На одесском кинофестивале «Золотой Дюк» фильму была присвоена «Премия трёх К» (конъюнктура, коммерция, китч). Вместе с тем кинокритик Алексей Ерохин писал, что «конъюнктура, коммерция, кич — это как раз то, чем, в частности, и призван заниматься кинематограф».
По мнению Натальи Ивановой, «сложную, неоднозначную, подлинно художественную и социально неравнодушную мысль Искандера кино превратило во вполне однозначный боевик». По её мнению, «бесконечная карусель событий, происшествий, приключений, втиснутых в „каркас“, взятый из рассказов Искандера, подменила то, ради чего они и были написаны, — глубокую грусть по утерянной человечности». «Разоблачение коррупционности, мафиозности оборачивается любованием красивой жизнью мафии», — также отмечала она.
В 2002 году в книге «Новейшая история отечественного кино 1986—2000. Часть 2. Кино и контекст. Том 4» киновед Олег Ковалов отметил, что экран перестройки обнародовал тему «советской мафии»: ещё при Брежневе был снят «Допрос» (1979), а в фильме «Преферанс по пятницам» (1984) преступная организация имела черты мафиозной структуры. По мнению критика, те ленты были реалистичнее.
Кинокритик Денис Горелов в книге «Родина слоников» (2018) писал, что «...фильм „Воры в законе“ стал памятником буйной эпохе первоначального накопления капитала и господствовавшим тогда представлениям о честном воре, благородном хищнике, санитаре леса, который кучеряво живёт и никогда котёнка не обидит».
В 1988 году в декабрьском номере журнала «Спутник кинозрителя» кинокритик Алексей Ерохин подчеркнул, что режиссёр Юрий Кара снял актуальный остро-социальный боевик о советской мафии и коррупции.

## В ролях
- Анна Самохина — Рита
- Валентин Гафт — Артур
- Владимир Стеклов — Володя (Владимир Александрович) Петров
- Борис Щербаков — Андрей
- Арнис Лицитис — старший лейтенант милиции
- Нурбей Камкия — отец Риты
- Зиновий Гердт — адвокат
- Гиви Лежава — Рамзес
- Амаяк Акопян — «Кукольник»
- Станислав Коренев — прокурор
- Константин Кищук — Гарик
- Сергей Максачёв — Сергей, капитан милиции, преследовавший Володю
- Сергей Никулин — директор бара
- Сергей Силкин — водитель Артура
- Андрей Бубашкин — студент-медик
- Каха Дзадзамия — таксист, первый мужчина Риты
- Минадора Зухба — бабушка Риты
- Наталья Казначеева — жена лейтенанта
- Татьяна Чернопятова — Таня Петрова, жена Володи
- Геннадий Четвериков — заключённый в камере
- Владимир Новиков — гость Артура (нет в титрах)
- Олег Лагвилава — односельчанин (нет в титрах)
- Чинчор Джения — односельчанин (нет в титрах)

## Съёмочная группа
- Автор сценария: Юрий Кара
- Режиссёр: Юрий Кара
- Оператор: Вадим Семеновых
- Художник: Анатолий Кочуров
- В фильме использована музыка из «Кармен-сюиты» Жоржа Бизе — Родиона Щедрина. Дирижёр — Владимир Спиваков. Также звучат три песни рок-группы «Машина времени»: «Кафе Лира», «Три окна», «Наш дом».

## Призы и премии
- 1988 — «Приз трёх „К“» (конъюнктура, коммерция, китч) кинофестиваля «Золотой Дюк».
- 1989 — номинация на премию «Ника» в категории «Лучшая роль второго плана» (Зиновий Гердт).